# Léonie Bischoff
Pour les articles homonymes, voir Bischoff.
Léonie Bischoff, née le 3 mai 1981 à Genève, de nationalité suisse et naturalisée belge en 2024, est une auteure et dessinatrice de bande dessinée francophone.

## Biographie
Léonie Bischoff naît le 3 mai 1981 à Genève. Son père est bijoutier ; sa mère, psychomotricienne. Elle a une sœur cadette.
Elle grandit au Petit-Lancy. Après une maturité gymnasiale en arts visuels à Genève, elle quitte la Suisse en 2002 pour étudier à Bruxelles, à l'Institut Saint-Luc de Bruxelles, où elle obtient un graduat en bande dessinée. 
Elle s'installe ensuite à Paris où elle publie, en 2009, son premier récit graphique dans le recueil Phantasmes chez Manolosanctis. Chez le même éditeur, elle participe l'année suivante à l'album collectif 13m28 dans la collection « Agora », avant de publier sa première bande dessinée solo Princesse Suplex. Léonie Bischoff retourne ensuite à Bruxelles où elle scénarise et dessine le roman graphique Hoodoo Darlin qui sort en 2013 chez Casterman. C'est le premier album qu'elle signe de son nom complet, plutôt que son pseudonyme Léonie, utilisé pour ses publications précédentes. Elle collabore ensuite avec le scénariste Olivier Bocquet sur l'adaptation en bande dessinée des romans éponymes de Camilla Läckberg, La Princesse des glaces et Le Prédicateur. Ces albums sont publiés en 2014 et 2015 chez Casterman.
Léonie Bischoff vit et travaille en 2020 à Bruxelles et elle fait partie de l’Atelier Mille avec sept autres auteurs et dessinateurs de bande dessinées, dont Thomas Gilbert, Nicolas Pitz, Jérémie Royer.
En 2020, elle livre Anaïs Nin, sur la mer des mensonges. L'ouvrage fait partie des cinq finalistes pour le grand prix de la critique 2021, figure dans la sélection officielle du Festival d'Angoulême 2021 et obtient le prix du public.
Léonie Bischoff publie La Longue Marche des dindes en 2022 aux éditions Rue de Sèvres,,. Cette adaptation du roman The Great Turkey Walk de Kathleen Karr lui vaut de nouvelles distinctions, dont le prix jeunesse du Festival d'Angoulême 2023.
Elle est lauréate d'une bourse de la Fédération Wallonie-Bruxelles d'aide à la création en 2020. En 2024, elle obtient la nationalité belge par naturalisation et se voit décerner le prix Atomium ainsi que le grand prix de l’Académie Victor Rossel,.

## Publications

### Albums et romans graphiques
- Princesse Suplex[17], Manolosanctis, coll. « Médée », Paris, juin 2010
Scénario et dessin : Léonie Bischoff - Couleurs : noir et blanc -  (ISBN 9782359760071)
- Hoodoo Darlin[18], Casterman, coll. « KSTЯ », Bruxelles, 10 avril 2013
Scénario, dessin et couleurs : Léonie Bischoff -  (ISBN 9782203047037)

#### Fjällbacka
- 1. La Princesse des glaces[19],[20], Casterman, coll. « Univers d'auteurs », Bruxelles, 22 janvier 2014
Scénario : Olivier Bocquet - Dessin : Léonie Bischoff - Couleurs : Sophie Dumas, Aurélie Lecloux, Annelise Sauvêtre -  (ISBN 978-2-203-07465-1), — adaptation du roman homonyme de Camilla Läckberg.
- 2. Le Prédicateur[21],[22] ,[23], Casterman, coll. « Univers d'auteurs », Bruxelles, 29 avril 2015
Scénario : Olivier Bocquet - Dessin : Léonie Bischoff - Couleurs : Sophie Dumas -  (ISBN 978-2-203-07833-8), — adaptation du roman homonyme de Camilla Läckberg.
- 3. Le Tailleur de pierres[24], Casterman, coll. « Univers d'auteurs », Bruxelles, 6 juin 2018
Scénario : Olivier Bocquet - Dessin : Léonie Bischoff - Couleurs : Sophie Dumas, Juliette Nardin, Céline Penot -  (ISBN 978-2-203-08847-4), — adaptation du roman homonyme de Camilla Läckberg.
- Int. Fjällbacka, Casterman, Bruxelles, 17 novembre 2021
Scénario : Olivier Bocquet - Dessin : Léonie Bischoff - Couleurs : quadrichromie -  (ISBN 978-2-203-23133-7)
- Naissance de la Bible : comment elle a été écrite[25], Le Lombard, coll. « La Petite Bédéthèque des savoirs », Bruxelles, 7 mai 2018
Scénario : Thomas Römer - Dessin et couleurs : Léonie Bischoff -  (ISBN 978-2-8036-7101-4)
- Anaïs Nin, sur la mer des mensonges[26],[27], Casterman, Bruxelles, 26 août 2020
Scénario, dessin et couleurs : Léonie Bischoff -  (ISBN 978-2-203-16191-7),Réédition 2023  (ISBN 978-2-203-25470-1).
- La Longue Marche des dindes[28], Rue de Sèvres, Paris, 7 septembre 2022
Scénario : Kathleen Karr - Dessin et couleurs : Léonie Bischoff -  (ISBN 978-2-8102-1365-8), — adaptation du roman The Great Turkey Walk de Kathleen Karr. Prix jeunesse du Festival d'Angoulême 2023.

### En revues et journaux
- La Revue des cinés : La Leçon de piano de Jane Campion, 6 pages dans La Revue dessinée no 47 du  12 mars 2025[32].

### Autres
- Illustration pour la nouvelle Die Begegnung de Lolvé Tillmanns, SJW Schweizerisches, 2016, 31 p.  (ISBN 978-3-7269-0031-1)
- Fresque temporaire pour le Musée du Léman à Nyon du 14 avril 2016 au 8 janvier 2017.
- Elle dessine également la fresque La Cabane : une œuvre faisant partie du parcours BD de Bruxelles, inaugurée le 8 juillet 2022 qui représente sept femmes aux physiques et origines divers dans un environnement d'arbres et d'eau. Elle met en avant le fonctionnement collectif[33],[34]. Elle est située 4 de la rue du Champ de l’église à Laeken[34], elle couvre une superficie de 160 m2, la réalisation est due à Urbana[33].

### Para-BD
Léonie Bischoff réalise l'affiche du festival de bande dessinée de Hautvillers 2025.

## Prix et distinctions
- 2013 : Nomination au Prix Töpffer, le Prix de la ville de Genève pour la bande dessinée[36] pour Hoodoo Darlin ;
- 2014 : Prix Scam Belgique (Société civile des auteurs multimédia, Belgique), catégorie  Texte et image pour La Princesse des glaces[37] ;
- 2020 : Nomination au Prix Töpffer, le Prix de la ville de Genève pour la bande dessinée pour Anaïs Nin, sur la mer des mensonges ;
- 2021 :
  - prix du public au festival d'Angoulême 2021 pour Anaïs Nin, sur la mer des mensonges[38],[1] ;
  - sélection officielle du Festival d'Angoulême 2021[8] pour Anaïs Nin, sur la mer des mensonges
  - sélection Prix Artémisia[39] pour Anaïs Nin, sur la mer des mensonges ;
  - finaliste grand prix de la critique[7] pour Anaïs Nin, sur la mer des mensonges ;
- 2023 : prix jeunesse du Festival d'Angoulême 2023[40] ;
- 2024 : 
  - prix Atomium[14] prix de la Fédération Wallonie-Bruxelles pour la bande dessinée : Léonie Bischoff qui « fait preuve dans la durée d’un volontarisme bienvenu dans sa démarche de création et dans l’approche graphique et narrative de sujets complexes (la place des femmes dans le milieu de l’art et de la culture, la reconnaissance des auteurs graphiques, le respect des minorités… » ;
  - grand prix de l’Académie Victor Rossel[15].

#### Périodiques
- Olivier Van Vaerenbergh, « Léonie Bischoff », Le Vif/L'Express,‎ 14 juin 2018.
- Aurélie Wehrlin, « 10 BD féministes sorties en 2020 à (s’)offrir d’urgence », Le Vif/L'Express,‎ 21 décembre 2020 (lire en ligne, consulté le 1er novembre 2024).

#### Interviews
- Léonie Bischoff et Olivier Bocquet (interviewés par Pierre Burssens), « Entretien avec Léonie Bischoff et Olivier Bocquet », Auracan,‎ 23 janvier 2014 (lire en ligne, consulté le 1er novembre 2024).
- Natacha Van Cutsem et Karine Vasarino, « Interview pour L'invité du 12h30 sur la radio La 1ère », RTS Première,‎ 3 juillet 2015.

### Vidéographie
- [vidéo] « Léonie Bischoff : Comment dessiner "Anaïs Nin sur la mer des mensonges" ? », sur YouTube, 24 août 2020
- [vidéo] « Prix Rodolphe Töpffer 2020 pour la bande dessinée - Léonie Bischoff », sur YouTube, 11 décembre 2020
- [vidéo] « Entretien avec Léonie Bischoff autour du roman graphique : Anaïs Nin, sur la mer des mensonges. », sur YouTube, 18 mars 2021
- [vidéo] « Léonie Bischoff en interview pour planetebd com », sur YouTube, 28 novembre 2022